# 칠왕국

800년경의 그레이트브리튼 섬

칠왕국(영어: Heptarchy 헵타키[*], 고대 영어: Seofonrīċe 세오폰리체)은 5세기 앵글로색슨인의 브리타니아 정착부터 10세기 초 잉글랜드 왕국으로 통일된 시기까지에 있었던 앵글로색슨 잉글랜드 지역의 7개 왕국들 (때로는 소왕국들이라고도 칭함)의 총칭이다.
칠왕국을 뜻하는 Heptarchy라는 용어는 7을 의미하는 그리스어 ἑπτά 헵타, 지배를 뜻하는 아르케 ἀρχή, 접미사 이아 -ία가 합쳐진 ἑπταρχία '헤프타르키아'에서 유래했다. 이때 7개의 앵글로색슨계 왕국은 노섬브리아, 머시아, 이스트앵글리아, 에식스, 웨식스, 켄트, 서식스를 말한다.
5세기 말에 서식스 왕 엘라가 남부 영국에서 패권을 잡은 이래 칠왕국은 서로 패권을 다투었으며, 여러 소왕국들이 발생했다가 멸망했다. 브레트왈다라는 패권국의 군주가 기타 국가의 왕들에게 봉토를 주는 형식으로 봉건적 주종관계를 맺었다다는 중세시대의 기록이 있으나 당대의 실정과는 다른 것으로 간주된다. 패권국은 여러 차례 교체되었으며, 9세기 웨식스 왕조가 중흥한 뒤 데인인의 침입을 계기로 통일을 이루며 영국 봉건 사회가 확립되었다.
'칠왕국'이라는 관념에 대한 최초의 역사적 기록은 12세기에 헌팅턴의 헨리라는 인물이 작성한 《영국사Historia Anglorum》에서 처음으로 나타난다. 다만 칠왕국이라는 용어는 16세기에 처음 등장한다.

## 역사
칠왕국 시기라고 하면 보통 5세기 로마의 브리튼 지배 종말부터 대부분의 앵글로색슨 왕국들이 829년에 웨식스의 왕 에그버트의 통치권하에 들어간 사이를 말한다. 이 대략 400년간의 유럽 역사 기간은 중세 전기, 또는 좀 더 전통적으로는 암흑기라고 보통 칭해진다. 칠왕국은 앵글로색슨의 일곱 왕국을 나타내는 표기지만 역사적으로 엄밀한 용어는 아니다. 당시 앵글로색슨 왕국의 수는 군주들간 전쟁이 빈번한 탓에 여러 차례 바뀌었으며, 일곱개의 국가 외에도 여러 소국이 나타났다가 사라졌다.
6세기 말에는 켄트 왕국의 군주가 그레이트브리튼섬 남부에서 패권을 잡았고, 7세기에는 노섬브리아와 웨식스가 힘이 강성해졌다. 8세기에 머시아 왕국은 특히나 오파 대왕 시기에 남아있는 다른 왕국들을 상대로 헤게모니를 차지했다. 칠왕국이 주요 국가였지만, 노섬브리아 내 베오르니체와 데렌, 오늘날 링컨셔주의 린지, 미들랜드 남서쪽의 위스, 현재는 헤리퍼드셔주인 머시아의 소왕국 마곤세트, 켄트주의 칸타와라만큼이나 본래 중요했던 와이트섬의 주트족계 왕국 위흐트와라, 오늘날 레스터셔주 주변을 근거지로 했던 부족 무리로 후에 머시아에 정복당한 미들 앵글족, 서식스 헤이스팅스 주변으로 한 헤스팅가스족, 오늘날 햄프셔주 남부에 있던 색슨족 부족이며 후에 웨식스 왕국으로 발전한 제위세족 같은 왕국 (소왕국)등 많은 다른 정치 조직들이 존재했다.
칠왕국의 쇠퇴와 잉글랜드 왕국의 출현은 9세기에서 10세기 기간에 걸리며, 느린 과정이었다. 9세기가 지난 무렵에, 요르비크의 덴마크 영토는 데인인들의 통치하에 대략 잉글랜드의 절반이 들어가며, 데인로로 확장되었다. 앨프레드 대왕의 잉글랜드 통일은 공동의 적의 위협에 대한 대응이었다. 886년에, 앨프리드는 런던을 되찾았고, 《앵글로색슨 연대기》에서 말하길  "모든 앵글인 (all Angelcyn)들은 앨프리드 대왕에게 굴복한 데인인들의 피지배자가 아니다."라고 하였다. 잉글랜드 왕국으로의 완전한 통일은 노섬브리아의 왕 에이리크 1세 블로됙스를 축출하고 난 뒤인 10세기에서야 완전히 이뤄졌다. 애설스탠이 최초로 모든 잉글랜드의 왕이 된 인물이었다. 그러나 이후 에드위그와 에드거 평화왕의 시기에도 다른 세력이 남아있었다는 기록은 남아있다.

## 사회

### 계급과 통치
5세기에 이르러 제정 로마의 영향력이 사라지자 앵글로색슨인들이 브리튼 섬에 왔는데, 이들은 기록된 것처럼 단독 왕을 가진 단일 왕국이라기보다는 부족의 연합체에 가까운 형태로 웨식스, 노섬브리아, 이스트앵글리아를 건국한 것으로 보인다. 또 《앵글로색슨 연대기》에 기록된 역대 웨식스왕의 계보 속에 통치시대가 겹치는 여러 왕이 존재하고 있는 것으로 보아 7왕국 시대의, 적어도 초기에 있어서는 반드시 왕권은 한 명의 왕 밑에서 집약되어 있는 것이 아니라, 여러 왕들이 공유하고 있던 것으로 여겨진다.
이 시대 앵글로색슨 부족의 구성원들은 '메이스(maegth·mœgth)'라고 불리는 7-9촌 부계제 부족에 속해 살았다. 메이스의 수장들은 각 촌락 구성원들에게 '하이드(hide)'라는 분배지를 나누어주었다. 만일 각 부족이 전쟁, 개척으로 새로운 토지를 얻을 기회가 왔다면 부족들은 메이스 단위로 이동하고, 또 다른 부족과의 전투도 메이스 단위의 집단행동이 되었다. 각 부족의 구성원은 자유인(ceorl, 체올)이면 기본적으로 평등하며, 메이스에 의해 보호되었다. 만약 전투에서 희생자가 나올 경우 상대방에게 복수하거나 상대방으로부터 '인명금(wergeld)'을 받아내었다. 이때 인명금의 금액은 고위 자유인(귀족), 자유인, 노예 사이에 차이를 두었다.
그러나 사유재산에 따른 빈부격차가 심해지며 수장 밑에서 자유인들이 평등했던 메이스의 체제의 한계가 드러나기 시작했고, 대신 귀족이 자유인의 보호를 보장하는 보증인 제도라고 불리는 제도가 확립되어 갔다. 그러나 이 제도는 동시에 자유인은 메이스의 보호 아래 특정 귀족의 지배를 받는 것을 의미했으며, 상위 계층의 비호를 필요로 하는 하층 자유민은 점차 예속민과 같은 계급이 되었다. 이는 후에 농노 신분 형성으로 이어졌다. 즉 일종의 봉건제가 형성된 것으로 보는데, 후대 데인인은 이 경향을 심화시켰다.

### 종교
제정 로마 지배하의 브리타니아 속주에서는 로마인과 함께 기독교가 전파되었지만, 5세기에 로마가 브리타니아를 포기하자 기독교는 자연스레 쇠퇴하였다. 칠왕국 시대 초기의 왕은 고대 게르만족의 다신교 신앙을 갖고 있었지만, 동시기 아일랜드에 먼저 기독교가 전파되었다. 이 기독교는 대륙의 가톨릭 발달과는 상관없이 독자적으로 발달한 켈트 기독교이며 잉글랜드에는 6세기 콜룸바 히엔시스와 그의 제자들에 의해 최북부에 있는 노섬브리아로 전파되었다.
곧 가톨릭 측이 다시 상륙하여 기독교를 전파하기 시작했다. 교황 그레고리오 1세는 성 아우구스티누스를 브리튼 섬으로 보내 에설버트가 통치하는 켄트 왕국으로 전도, 애설버트를 개종시키는데 성공했다. 그리고 파울리누스 에보라켄시스가 노섬브리아로 전도, 에아드위네를 개종시키는 데 성공했다.그 후 이교도였던 머시아의 왕 펜다가 강성해지며 포교가 정체되지만, 오수알데왕의 치세에 린디스판에 수도원이 건설되었고, 그 영향력은 이웃한 머시아와 이스트앵글리아까지 미쳤다. 그럼에도 켈트계 기독교는 휘트비 회의를 계기로 감퇴해 갔다.

## 앵글로색슨 왕국 목록
네 개의 주요 앵글로색슨 잉글랜드의 왕국들:
- 이스트앵글리아
- 머시아
- 노섬브리아 (하부 왕국들인 베오르니체, 데렌리체 포함)
- 웨식스

잉글랜드로 통합 이전, 어느 시점에 다른 국가들에 정복당한 다른 주요 왕국들:
- 에식스
- 켄트
- 서식스

다른 소규모 왕국들과 세력권들:
- 베오르니체
- 데렌리체
- 둠노니아 (후기에 웨식스에 합병된 콘월계 왕국)
- 헤스팅가스
- 위스
- 이클랑가스 왕국 (머시아의 전신 국가)
- 린지
- 마곤새트
- 메온와라 (햄프셔의 주트족 부족)
- 미들앵글
- 미들식스
- 페크새트
- 서리
- 톰새트
- 레오센새트
- 위흐트와라

## 문장
문장학의 발달로, 12, 13세기부터 앵글로색슨 7왕국들에 문장들이 추측되어 붙여졌다.

웨식스 왕국
노섬브리아 왕국
켄트 왕국
이스트앵글리아 왕국
에식스 왕국
서식스 왕국
머시아 왕국

## 같이 보기
- 앵글로색슨 잉글랜드

## 참고 자료
- Westermann Großer Atlas zur Weltgeschichte
- Campbell, J. et al. The Anglo-Saxons. (Penguin, 1991)
- Sawyer, Peter Hayes. From Roman Britain to Norman England (Routledge, 2002).
- Stenton, F. M. Anglo-Saxon England, (3rd edition. Oxford U. P. 1971),